# Adrian R'Mante
Adrian R'Mante (Tampa (Florida), 3 februari 1978) is een acteur die vooral bekend is van zijn rol als Esteban Julio Richardo Montoya De La Rosa Ramirez in The Suite Life of Zack & Cody.
R'Mante woont tegenwoordig in Orange County. Hij is afgestudeerd op de University of Central Florida met een theaterdiploma.
In de jaren 90 speelde hij in de populaire serie: Summerland.

## Filmografie
- Moesha (1 aflevering, 1999)
- Profiler (1 aflevering, 1999)
- The Wayans Bros. 1 aflevering, 1999)
- Artie (2000)
- The Huntress (1 aflevering, 2000)
- Battery Park (2 afleveringen, 2000)
- All or Nothing (2001)
- S1m0ne (2002)
- Madison Heights (2 afleveringen, 2002)
- The Diplomat (2002)
- Graduation Night (als Nam) (2002)
- Frasier (1 aflevering, 2003)
- Truth and Dare (2003)
- Summerland (2 afleveringen, 2004)
- The Suite Life of Zack & Cody (44 afleveringen, 2005 - 2008)
- JAG (1 aflevering, 2005)
- Alias (1 aflevering, 2005)
- CSI: Crime Scene Investigation (2 afleveringen 2006 - 2007)
- CSI: NY (1 aflevering, 2007)
- 24 (1 aflevering, 2007)
- Underground (in de rol van: Storm Johnson, 2011)